# The Bamboozle
Il The Bamboozle è stato un festival musicale nato nel 2003 dall'idea di John D, proprietario anche di altri eventi musicali e non come Skate & Surf e GameChanger.
Ogni edizione del festival si teneva ogni anno nel New Jersey (sino al 2005 e nel 2012 ad Asbury Park, dal 2006 al 2011 a East Rutherford), protraendosi per 3 giorni. Dal 2008 al 2011 si sono tenuti anche degli eventi secondari correlati al festival, come il The Bamboozle Roadshow e il The Bamboozle Left.
Nel 2012, in seguito a dei conflitti tra John D, la Live Nation Entertainment e alcuni proprietari della House of Blues, l'edizione 2013 del festival non è stata organizzata e da allora il progetto The Bamboozle è stato abbandonato.